# Zygmuntowo Mazowieckie
Zygmuntowo Mazowieckie – przystanek osobowy Polskich Kolei Państwowych obsługiwana przez Koleje Mazowieckie. Stacja znajduje się we wsi Zygmuntowo, w gminie Długosiodło, w powiecie wyszkowskim, w województwie mazowieckim, w Polsce.

## Ruch pasażerski
| Rok  | Wymiana pasażerska na dobę |
| ---- | -------------------------- |
| 2017 | 20-49                      |
| 2022 | 50-99                      |

## Połączenia
- Tłuszcz
- Ostrołęka
- Wyszków